# Samvrutha Sunil
Samvrutha Sunil, conosciuta anche come Samvrutha (31 ottobre 1986), è un'attrice indiana.
Originaria del Sud dell'India. È stata introdotta nell'industria cinematografica con il film in Lingua malayalam dal titolo Rasikan. È stata presente anche in molte altre pellicole in Tamil e Malayalam.

## Carriera
La sua prima pellicola Rasikan fu un successo, e la portò in seguito a partecipare ad altri film che però non ottennero lo stesso successo. Samvrutha ha partecipato anche ad un famoso progetto denominato Skaria Pothan Jeevichiripundu insieme alla stella del cinema Mohanlal, ma che alla fine non vide mai la luce. Il suo primo film in Lingua tamil è stato Uyir che ha avuto un successo moderato.

## Filmografia

### Film in lingua Malayalam
- Janman (2006)
- Moonnamathoral (2006)
- Nottam (2006)
- Achanurangatha Veedu (2005)
- Nerariyan C.B.I. (2005)
- Chandrolsavam (2005)
- Rasikan (2005)

### Film in lingua Tamil
- Uyir (2006)